# Žovkevský rajón
Žovkevský rajón (ukrajinsky Жовківський район, v letech 1951–1991 Nesterovský rajón) byl v letech 1940–2020 jedním z rajónů Lvovské oblasti na západní Ukrajině. Při administrativní reformě v roce 2020 bylo jeho území včleněno do nově vzniklého Lvovského rajónu.
Rajón se rozkládal na severní straně vysočiny Roztoččja mezi hranicí s Polskem a okrajem Lvova. Kromě historického města Žovkva (13 500 obyv.) sem spadalo ještě město Dubljany, pohraniční přechodové město Rava-Ruska a množství vesnic. V roce 2001 zde na 1294 km² žilo 108 863 osob (84/km²). Územím prochází mezinárodní silnice Lvov–Lublin.